# Маті Унт
Маті Унт (ест. Mati Unt; *1 січня 1944, Ліннамяе, повіт Вооре (тепер Вооре, повіт Сааре), Йиґевамаа — †22 серпня 2005, Таллінн) — естонський письменник, есеїст та театральний режисер. Народний письменник Естонської РСР (1980).
У 1967 році закінчив філологічний факультет Тартуського університет. З 1966 по 1972 рік працював режисером у театрі «Ванемуйне» в Тарту. З 1975 року драматург, а з 1981 і режисер Державного молодіжного театру Естонської РСР (з 1992 — Талліннський міський театр).
У 1992—2003 роках — режисер Естонського драматичного театру в Таллінні.
Унт автор понад 15 повістей і романів, найвідоміші  — «Прощай, рудий кіт» і «Осінній бал». Книги Унта були перекладені на багато мов, у тому числі на російську. Йому належить також декілька п'єс і сценаріїв до кінофільмів. Поставив понад 100 вистав.
Був неодноразово нагороджений різними преміями та удостоювався почесних звань.